# Greene (Rhode Island)
Greene es un lugar designado por el censo ubicado en el condado de Kent en el estado estadounidense de Rhode Island. En el año 2010 tenía una población de 888 habitantes.

## Geografía
Greene se encuentra ubicado en las coordenadas 41°42′9.31″N 71°44′20.17″O / 41.7025861, -71.7389361.